# Szenokosz (Vrapcsiste)
Szenokosz (macedónul: Сенокос, albánul Sanakosi) település Észak-Macedóniában, a Pologi körzet Vrapcsistei járásában.

## Népesség
2002-ben 1 634 lakosa volt, akik közül 1 602 albán, 2 bosnyák, 2 macedón és 28 egyéb.